# Виктор Орта
Барон Виктор Орта (на нидерландски: Victor Horta) е белгийски архитект, представител на стила ар нуво.

## Биография
Роден е на 6 януари 1861 г. в Гент, Белгия. За първи път е привлечен към архитектурата по времето, когато помага на чичо си при един строеж. Учи в престижното гентско училище Воскенслаан (на френски: Гантоа), като е възпитаван в традицията на неокласицизма, но напуска, за да замине за Париж, където започва да се занимава с интериорен дизайн. Там се вдъхновява от все още новите за времето си импресионисти и поантилисти, както и от работата със стомана и стъкло.
Когато през 1880 г. баща му умира, Орта се завръща в Белгия и се мести в Брюксел, за да учи в Академията за изящни изкуства. Там се и оженва и става баща на две дъщери. Къщата и студиото му днес са превърнати в музей.
В Брюксел се сприятелява с Пол Ханкар – известен скулптор и архитект в стил ар нуво.
Умира на 9 септември 1947 г. в Брюксел на 86-годишна възраст.

## Галерия
- Хотели на Виктор Орта
- Хотел „Tassel“
- Хотел „Van Eetvelde“
- Разширение на Хотел „Van Eetvelde“
- Хотел „Winssinger“
- Хотел „Солвей“

- Големи магазини
- Anciens magasins Waucquez
- Anciens magasins Waucquez (вход)
- Anciens magasins Waucquez (бутик)
- Anciens magasins Wolfers frères
- Anciens magasins Wolfers frères (трети етаж)
- Anciens magasins Wolfers frères (колона)